# شریف‌آباد (اژیه)
شریف‌آباد (اژیه) روستایی در دهستان کلیشاد بخش اژیه شهرستان هرند استان اصفهان ایران است.این روستا در حاشیه جاده اصفهان ورزنه واقع شده است.

## جمعیت
بر پایه سرشماری عمومی نفوس و مسکن در سال ۱۳۹۵ جمعیت این مکان ۶۱۷ نفر (۲۱۵خانوار) بوده‌است.